# 요시오카촌 (에히메현)
요시오카촌(吉岡村)은 일본 에히메현 슈소군에 설치되었던 촌이다. 현재의 사이조시의 일부에 해당한다.